# Franz Fuchs (Maler)
Franz Fuchs (* 1. Dezember 1871 in Düsseldorf; † nach 1929) war ein deutscher Maler, Grafiker und Schriftsteller.

## Leben
Fuchs studierte in den Jahren 1889 bis 1894 an der Kunstakademie Düsseldorf Malerei. Dort waren Heinrich Lauenstein, Hugo Crola, Peter Janssen der Ältere und Arthur Kampf seine Lehrer. Fuchs war in Düsseldorf ansässig, wo er als Tiermaler, Grafiker und Schriftsteller in Erscheinung trat, unter anderem durch das Mappenwerk In Zaunkönigs Reich, das 1913 bei Schmitz & Olbertz verlegt wurde.